# Divize C 1989/1990
V soubojích 25. ročníku České divize C 1989/90 se utkalo 16 týmů dvoukolovým systémem podzim–jaro. Tento ročník začal v srpnu 1989 a skončil v červnu 1990.

## Nové týmy v sezoně 1989/90
Z 2. ligy – sk. A 1988/89 sestoupilo do Divize C mužstvo TJ Uhelné sklady Praha. Z krajských přeborů ročníku 1988/89 postoupilo vítězné mužstvo TJ Lokomotiva Trutnov z Východočeského krajského přeboru a TJ Aritma Praha z Pražského přeboru. Také sem byla přeřazena mužstva TJ Slovan Varnsdorf a TJ Sparta ČKD Praha junioři z Divize B.

## Výsledná tabulka
| Poř. | Tým                          | Z  | V  | R  | P  | VG | OG | B  |
| ---- | ---------------------------- | -- | -- | -- | -- | -- | -- | -- |
| 1.   | TJ Agro Turnov               | 30 | 19 | 7  | 4  | 52 | 24 | 45 |
| 2.   | SK Sparta Kutná Hora         | 30 | 16 | 10 | 4  | 56 | 25 | 42 |
| 3.   | TJ Agro Kolín                | 30 | 13 | 9  | 8  | 60 | 39 | 35 |
| 4.   | TJ Sparta ČKD Praha junioři  | 30 | 14 | 6  | 10 | 52 | 34 | 34 |
| 5.   | TJ Jiskra Holice             | 30 | 12 | 9  | 9  | 37 | 33 | 33 |
| 6.   | TJ Slovan Elitex Liberec "B" | 30 | 11 | 10 | 9  | 48 | 40 | 32 |
| 7.   | TJ Spartak Choceň            | 30 | 12 | 8  | 10 | 45 | 40 | 32 |
| 8.   | TJ Lokomotiva Trutnov        | 30 | 9  | 12 | 9  | 38 | 40 | 30 |
| 9.   | TJ Uhelné sklady Praha       | 30 | 12 | 5  | 13 | 48 | 50 | 29 |
| 10.  | TJ Tesla Pardubice           | 30 | 11 | 6  | 13 | 45 | 48 | 28 |
| 11.  | TJ Kompresory ČKD Praha      | 30 | 10 | 7  | 13 | 35 | 40 | 27 |
| 12.  | TJ EMĚ Mělník                | 30 | 10 | 5  | 15 | 41 | 46 | 25 |
| 13.  | TJ Aritma Praha              | 30 | 8  | 9  | 13 | 35 | 49 | 25 |
| 14.  | TJ Slavoj Vyšehrad           | 30 | 8  | 7  | 15 | 39 | 66 | 23 |
| 15.  | TJ Slovan Varnsdorf          | 30 | 5  | 12 | 13 | 32 | 42 | 22 |
| 16.  | TJ Jiskra Nový Bor           | 30 | 8  | 2  | 20 | 26 | 73 | 18 |

Poznámky:
- Z = Odehrané zápasy; V = Vítězství; R = Remízy; P = Prohry; VG = Vstřelené góly; OG = Obdržené góly; B = Body

|  | Postup do 3. ligy – sk. A 1990/91                |
|  | Sestup do příslušného oblastního přeboru 1990/91 |